# Vin Santo del Chianti Classico
Il Vin Santo Del Chianti Classico è un vino passito DOC la cui produzione è consentita nelle province di  Firenze e  Siena.

## Caratteristiche organolettiche

### Vin Santo del Chianti Classico
- colore: dal giallo paglierino al dorato, all'ambrato intenso
- profumo: etereo, intenso, caratteristico: fiori bianchi aperti (giglio, gelsomino, calla), pesche ed albicocche disidratate, datteri, carrube, frutta secca, oltre a spezie tenue: zafferano, cùrcuma, pepe bianco, noce moscata, coriandolo, papavero.
- sapore: equilibrato, vellutato, ma sapido ed ancor fresco, seppur con più pronunciate morbidezza e rotondità per il tipo amabile.

### Vin Santo del Chianti Classico Occhio di Pernice
- colore : da giallo dorato ad ambrato intenso col trascorrere degli anni
- profumo: caldo, intenso di fiori bianchi aperti (giglio, gelsomino, calla) a pesche, albicocche e susine bianche disidratate, frutta secca, spezie tenui: zafferano, cùrcuma, pepe bianco, noce moscata, coriandolo, papavero
- sapore : amabile o dolce, morbido, vellutato e rotondo, mantenendo però freschezza e sapidità. Nel complesso equilibrato.

## Abbinamenti consigliati
Cantuccini.

## Produzione
Provincia, stagione, volume in ettolitri
- Firenze  (1995/96)  646,25
- Firenze  (1996/97)  609,55
- Siena  (1995/96)  149,8
- Siena  (1996/97)  475,58